# Veľké Dvorany
Veľké Dvorany este o comună slovacă, aflată în districtul Topoľčany din regiunea Nitra. Localitatea se află la altitudinea de 199 m deasupra n.m., se întinde pe o suprafață de 7,75 km2 și în 2017 număra 719 locuitori.

## Istoric
Localitatea Veľké Dvorany este atestată documentar din 1156.

## Demografie
| An:                | 1994 | 2004    | 2014   | 2024   |
| ------------------ | ---- | ------- | ------ | ------ |
| Număr de persoane: | 631  | 697     | 718    | 748    |
| Diferență:         |      | +10,45% | +3,01% | +4,17% |

| An:                | 2023 | 2024   |
| ------------------ | ---- | ------ |
| Număr de persoane: | 742  | 748    |
| Diferență:         |      | +0,80% |